# .mn
.mn er et nationalt topdomæne der er reserveret til Mongoliet. Der er også et kyrillisk IDN domæne: http://мон.мон Arkiveret 3. oktober 2020 hos  Wayback Machine
| Nationale topdomæner | Spire Denne artikel om nationale topdomæner er en spire som bør udbygges. Du er velkommen til at hjælpe Wikipedia ved at udvide den. |